# مکسیمیلیان انتروپ
مکسیمیلیان انتروپ (انگلیسی: Maximilian Entrup؛ زادهٔ ۲۵ ژوئیهٔ ۱۹۹۷) بازیکن فوتبال اهل اتریش است.
وی همچنین در تیم ملی فوتبال اتریش بازی کرده‌است.